# Lijst van gemeenten in het departement Savoie

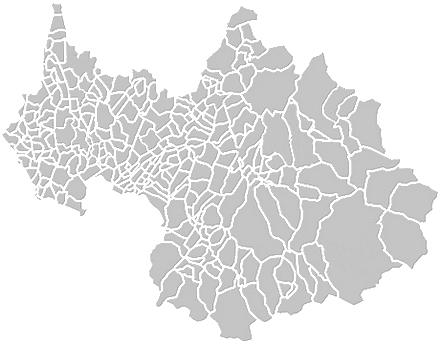
Gemeenten van Savoie

Hieronder volgt een lijst van de 305 gemeenten (communes) in het Franse departement Savoie (departement 73).

## A
Aiguebelette-le-Lac
- Aiguebelle
- Aigueblanche
- Aillon-le-Jeune
- Aillon-le-Vieux
- Aime
- Aiton
- Aix-les-Bains
- Albens
- Albertville
- Albiez-le-Jeune
- Albiez-Montrond
- Allondaz
- Les Allues
- Apremont
- Arbin
- Argentine
- Arith
- Arvillard
- Attignat-Oncin
- Aussois
- Les Avanchers-Valmorel
- Avressieux
- Avrieux
- Ayn

## B
La Balme
- Barberaz
- Barby
- Bassens
- La Bâthie
- La Bauche
- Beaufort
- Bellecombe-en-Bauges
- Bellentre
- Belmont-Tramonet
- Bessans
- Betton-Bettonet
- Billième
- La Biolle
- Le Bois
- Bonneval
- Bonneval-sur-Arc
- Bonvillard
- Bonvillaret
- Bourdeau
- Le Bourget-du-Lac
- Bourget-en-Huile
- Bourgneuf
- Bourg-Saint-Maurice
- Bozel
- Bramans
- Brides-les-Bains
- La Bridoire
- Brison-Saint-Innocent

## C
Césarches
- Cessens
- Cevins
- Challes-les-Eaux
- Chambéry
- La Chambre
- Chamousset
- Chamoux-sur-Gelon
- Champagneux
- Champagny-en-Vanoise
- Champ-Laurent
- Chanaz
- La Chapelle
- La Chapelle-Blanche
- La Chapelle-du-Mont-du-Chat
- Les Chapelles
- La Chapelle-Saint-Martin
- Châteauneuf
- Le Châtel
- Le Châtelard
- La Chavanne
- Les Chavannes-en-Maurienne
- Chignin
- Chindrieux
- Cléry
- Cognin
- Cohennoz
- Coise-Saint-Jean-Pied-Gauthier
- La Compôte
- Conjux
- Corbel
- La Côte-d'Aime
- Crest-Voland
- La Croix-de-la-Rochette
- Cruet
- Curienne

## D
Les Déserts
- Détrier
- Domessin
- Doucy-en-Bauges
- Drumettaz-Clarafond
- Dullin

## E
Les Échelles
- École
- Entremont-le-Vieux
- Épersy
- Épierre
- Esserts-Blay
- Étable

## F
Feissons-sur-Isère
- Feissons-sur-Salins
- Flumet
- Fontaine-le-Puits
- Fontcouverte-la Toussuire
- Fourneaux
- Francin
- Freney
- Fréterive
- Frontenex

## G
Gerbaix
- La Giettaz
- Gilly-sur-Isère
- Granier
- Gresin
- Grésy-sur-Aix
- Grésy-sur-Isère
- Grignon

## H
Hautecour
- Hauteluce
- Hauteville
- Hermillon

## J
Jacob-Bellecombette
- Jarrier
- Jarsy
- Jongieux

## L
Laissaud
- Landry
- Lanslebourg-Mont-Cenis
- Lanslevillard
- La Léchère
- Lépin-le-Lac
- Lescheraines
- Loisieux
- Lucey

## M
Mâcot-la-Plagne
- Les Marches
- Marcieux
- Marthod
- Mercury
- Méry
- Meyrieux-Trouet
- Modane
- Mognard
- Les Mollettes
- Montagnole
- Montagny
- Montailleur
- Montaimont
- Montcel
- Montendry
- Montgellafrey
- Montgilbert
- Montgirod
- Monthion
- Montmélian
- Montricher-Albanne
- Montsapey
- Montvalezan
- Montvernier
- La Motte-en-Bauges
- La Motte-Servolex
- Motz
- Moûtiers
- Mouxy
- Myans

## N
Nances
- Notre-Dame-de-Bellecombe
- Notre-Dame-des-Millières
- Notre-Dame-du-Cruet
- Notre-Dame-du-Pré
- Novalaise
- Le Noyer

## O
Ontex
- Orelle

## P
Pallud
- Peisey-Nancroix
- La Perrière
- Planaise
- Planay
- Plancherine
- Pontamafrey-Montpascal
- Le Pont-de-Beauvoisin
- Le Pontet
- Pralognan-la-Vanoise
- Presle
- Pugny-Chatenod
- Puygros

## Q
Queige

## R
Randens
- La Ravoire
- Rochefort
- La Rochette
- Rognaix
- Rotherens
- Ruffieux

## S
Saint-Alban-de-Montbel
- Saint-Alban-des-Hurtières
- Saint-Alban-des-Villards
- Saint-Alban-Leysse
- Saint-André
- Saint-Avre
- Saint-Baldoph
- Saint-Béron
- Saint-Bon-Tarentaise
- Saint-Cassin
- Saint-Christophe
- Saint-Colomban-des-Villards
- Saint-Étienne-de-Cuines
- Sainte-Foy-Tarentaise
- Saint-Franc
- Saint-François-de-Sales
- Saint-François-Longchamp
- Saint-Genix-sur-Guiers
- Saint-Georges-des-Hurtières
- Saint-Germain-la-Chambotte
- Saint-Girod
- Sainte-Hélène-du-Lac
- Sainte-Hélène-sur-Isère
- Saint-Jean-d'Arves
- Saint-Jean-d'Arvey
- Saint-Jean-de-Belleville
- Saint-Jean-de-Chevelu
- Saint-Jean-de-Couz
- Saint-Jean-de-la-Porte
- Saint-Jean-de-Maurienne
- Saint-Jeoire-Prieuré
- Saint-Julien-Mont-Denis
- Saint-Léger
- Saint-Marcel
- Sainte-Marie-d'Alvey
- Sainte-Marie-de-Cuines
- Saint-Martin-d'Arc
- Saint-Martin-de-Belleville
- Saint-Martin-de-la-Porte
- Saint-Martin-sur-la-Chambre
- Saint-Maurice-de-Rotherens
- Saint-Michel-de-Maurienne
- Saint-Nicolas-la-Chapelle
- Saint-Offenge-Dessous
- Saint-Offenge-Dessus
- Saint-Ours
- Saint-Oyen
- Saint-Pancrace
- Saint-Paul-sur-Isère
- Saint-Paul
- Saint-Pierre-d'Albigny
- Saint-Pierre-d'Alvey
- Saint-Pierre-de-Belleville
- Saint-Pierre-de-Curtille
- Saint-Pierre-d'Entremont
- Saint-Pierre-de-Genebroz
- Saint-Pierre-de-Soucy
- Sainte-Reine
- Saint-Rémy-de-Maurienne
- Saint-Sorlin-d'Arves
- Saint-Sulpice
- Saint-Thibaud-de-Couz
- Saint-Vital
- Salins-les-Thermes
- Séez
- Serrières-en-Chautagne
- Sollières-Sardières
- Sonnaz

## T
La Table
- Termignon
- Thénésol
- Thoiry
- La Thuile
- Tignes
- Tournon
- Tours-en-Savoie
- Traize
- Tresserve
- Trévignin
- La Trinité

## U
Ugine

## V
Val-d'Isère
- Valezan
- Valloire
- Valmeinier
- Venthon
- Verel-de-Montbel
- Verel-Pragondran
- Le Verneil
- Verrens-Arvey
- Verthemex
- Villard-d'Héry
- Villard-Léger
- Villard-Sallet
- Villard-sur-Doron
- Villarembert
- Villargondran
- Villarlurin
- Villarodin-Bourget
- Villaroger
- Villaroux
- Vimines
- Vions
- Viviers-du-Lac
- Voglans

## Y
Yenne